# 南斯拉夫的乔治
南斯拉夫的乔治·卡拉喬爾杰維奇（塞尔维亚语：／；1887年8月27日—1972年10月17日），為南斯拉夫王國国王彼得一世和蒙特內哥羅的佐卡之长子，亚历山大一世之长兄，蒙特內哥罗国王尼古拉一世之外孙。
南斯拉夫的乔治出生后即封为塞尔维亚王储，但於1909年，他因为杀死了自己的仆人而被剥夺了王位继承权。改由幼弟亞歷山大一世继承王位。 